# Osiedle Metalowców (Mrągowo)
Osiedle Metalowców – osiedle w Mrągowie, usytuowane jest na stromym pagórku między ulicą Wojska Polskiego (trasą nr 16) a linią kolejową. 
Kod pocztowy osiedla to 11-709
Nazwa pochodzi od metalowców tj. pracowników nieistniejącej już Fabryki Zespołów Mechanicznych "Bumar-Mrągowo". Między innymi dla nich przeznaczone były powstające tu mieszkania. 
Wybudowane zostało ono w połowie lat 80. na terenie zajmowanym wcześniej przez poligon wojskowy. 
W skład osiedla wchodzi 13 bloków mieszkalnych. W 1997 wybudowany został tu kościół katolicki pod wezwaniem Matki Boskiej Saletyńskiej. Przez osiedle kursują autobusy komunikacji miejskiej. W jego skład wchodzą ulice: Słoneczna, Księżycowa, Krzywa i część ulicy Wojska Polskiego.